# Rue Capponi
La rue Capponi est une voie des pentes de la Croix-Rousse dans le 1er arrondissement de Lyon, en France. La voie est nommée en l'honneur de la famille italienne des Capponi, importants banquiers originaire de Florence, en Italie, dont plusieurs membres ont contribué à l'enrichissement de Lyon à la Renaissance.

## Situation
La rue relie les rues Imbert-Colomès et des Tables-Claudiennes.

## Odonymie
La rue est nommée en l'honneur de la famille italienne, originaire de Florence des Capponi. Elle compte parmi ses membres Laurent Capponi, épouse de Hélène de Gadagne, elle-même fille de Thomas II de Gadagne (1495-1543). Il a financé, à ses frais, l'approvisionnement en nourriture de 4 000 personnes pendant la famine de 1573, la distribution ayant lieu devant l'église des Carmes.

## Historique
Si l'auteur Maurice Vanario consacre une notice à la « rue Capponi », il relate également l'existence de la « rue Capon » qui aurait été absorbée par la voie actuelle depuis 1680. Au XIVe siècle, la voie portait le nom de « rue de l'Amandolière », dont l'origine est inconnue.

## Descriptif
La rue est principalement constituée d'escaliers.

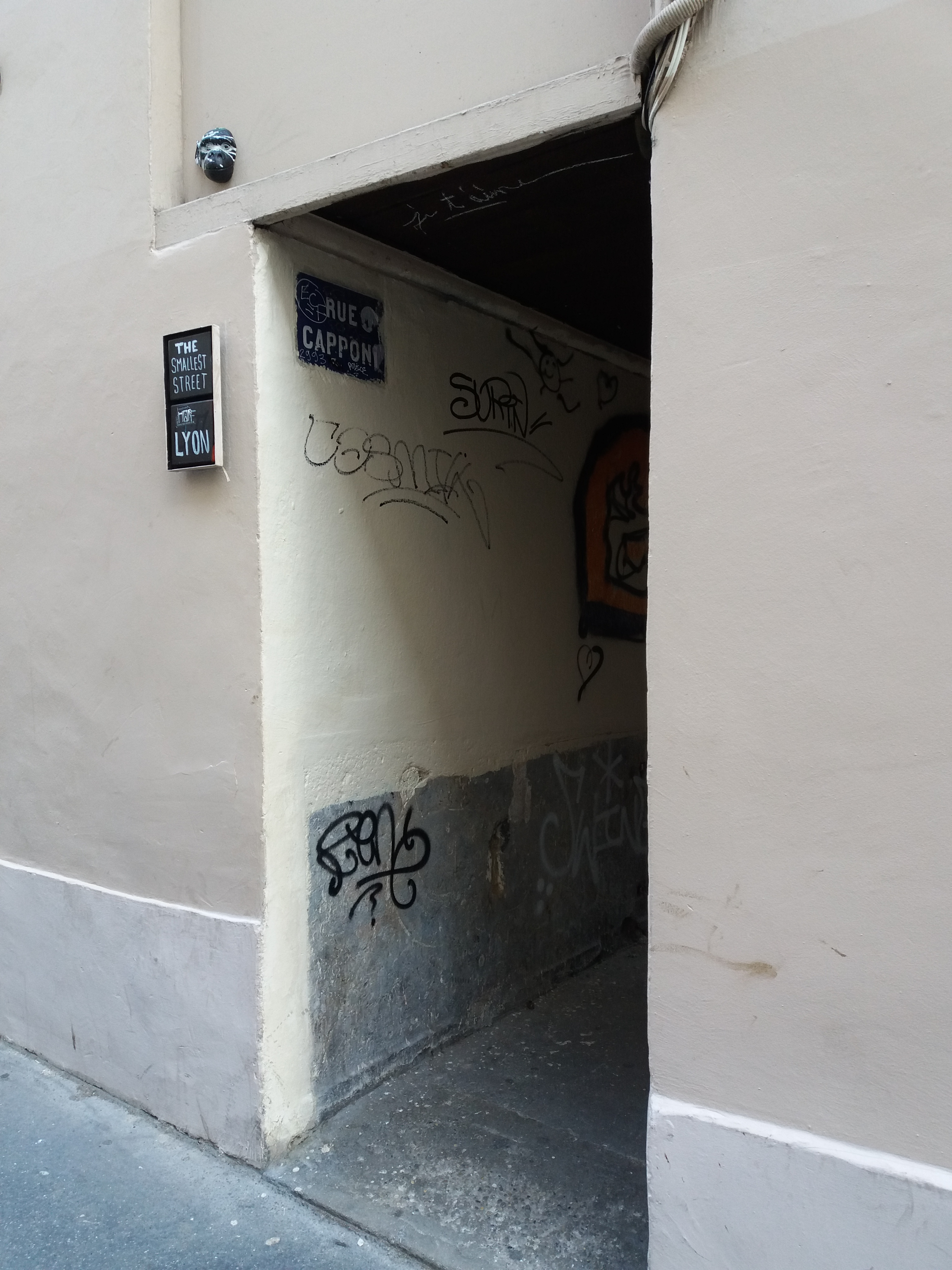
La rue Capponi depuis la rue Imbert-Colomès, en 2018.
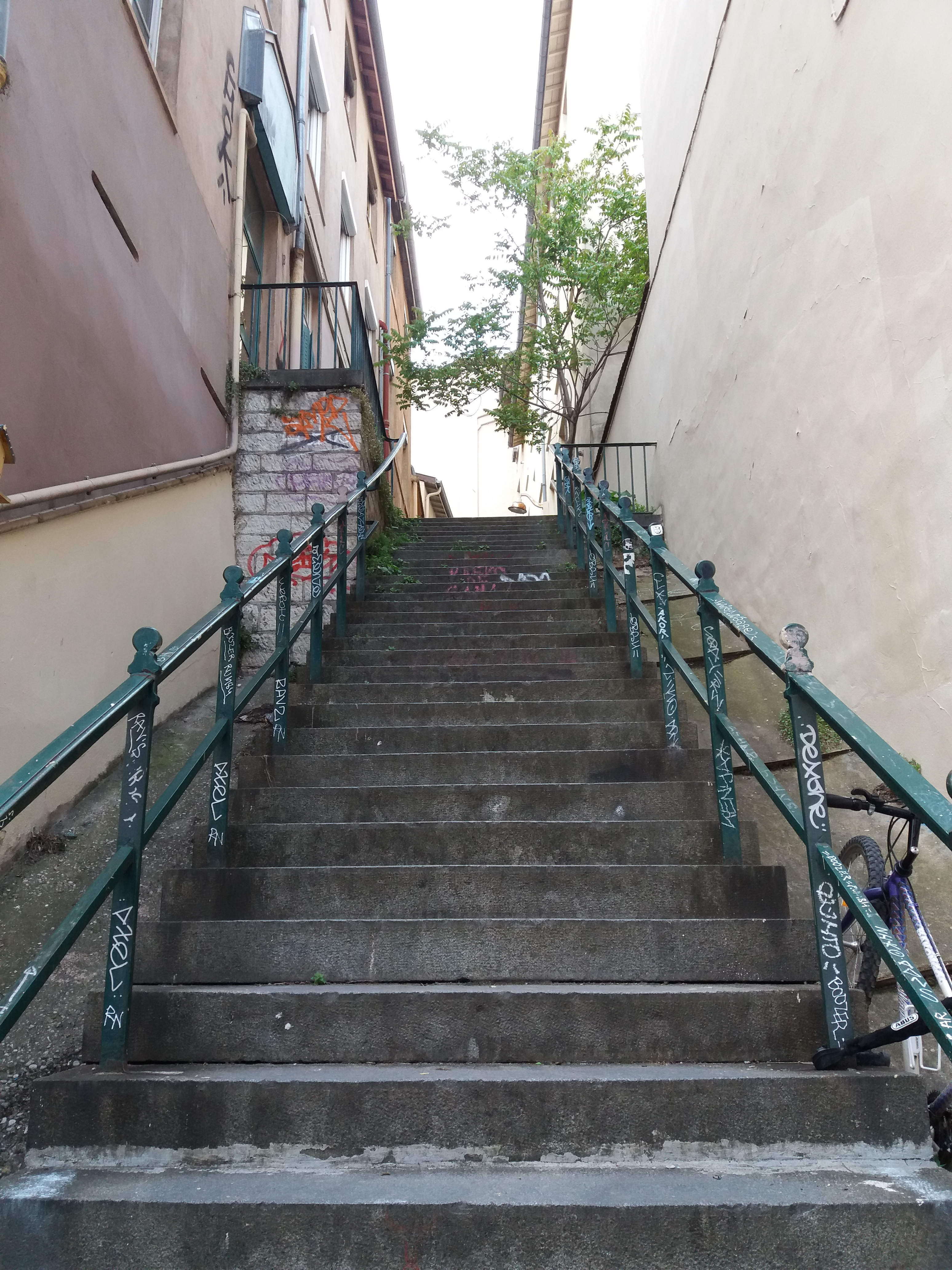
Les escaliers en 2018.